# Glenn Ross (político)
Glenn Ross (nacida en 1964 en Puerto Argentino/Stanley) es una ingeniera de las Islas Malvinas y política que sirvió como miembro de la Asamblea Legislativa por la circunscripción de Stanley desde las elecciones generales de 2009 hasta su dimisión en 2011.
En 1979 Ross se convirtió en aprendiz de electricista, luego pasó a estudiar en la Universidad de Southampton y New College Durham, para convertirse en una ingeniera en 2006. Se casó con Jan en 1985 con quien tiene dos hijas. En abril de 2011 Ross renunció a la Asamblea Legislativa con el fin de concentrarse en su trabajo en la central eléctrica de las islas. Su asiento en la Asamblea fue ocupado por Mike Summers en una elección parcial el 23 de junio de 2011.